# Llac de Bardača
El Llac de Bardača és un parc natural format per un llac i alguns pantans al municipi de Srbac, al nord de la República Sèrbia, a Bòsnia i Hercegovina. Es troba a uns 30 quilòmetres de Banja Luka. L'àrea del llac i els pantans estan protegits (Monument Natural - UICN Categoria III). També s'ha designat com un indret Ramsar (n. 1658).